# Sublime (Sublime)
Sublime è il terzo e ultimo album in studio del gruppo musicale ska punk statunitense Sublime, pubblicato il 30 luglio del 1996 dalla MCA. Il disco esce appena due mesi dopo la morte del frontman Bradley Nowell in seguito a un'overdose di eroina; Nowell viene trovato morto nella sua stanza d'albergo a San Francisco il mattino successivo a un concerto durante un mini-tour californiano per promuovere l'imminente uscita dell'album. I due restanti membri dei Sublime decidono di sciogliere la band poco dopo.
Il titolo originale avrebbe dovuto essere Killin' It, successivamente autointitolato in rispetto del cantante appena scomparso. Sublime resta l'unico album della band pubblicato da una major discografica, diventando tra l'altro il loro maggior successo in termine di vendite con oltre 6 milioni di copie vendute a oggi in tutto il mondo e ben sette tra singoli e promo estratti.

## Stile e contenuti
Le tracce dell'album mescolano ska, reggae e punk hardcore e variano spesso la loro ritmica e la loro natura in funzione dei testi, con numerose citazioni (Get Ready), samples e cover vere e proprie (come Pawn Shop) di altri brani. All'epoca della sua uscita venne pubblicata una versione in edizione limitata con un cd bonus contenente 6 tracce extra, tra cui una versione demo del singolo What I Got e la loro celebre 'Date Rape'. Nel 2006, in occasione del decimo anniversario della sua uscita, Sublime viene ripubblicato dalla Universal Music in formato deluxe con la tracklist originale, la prima versione di Doin' Time e la cover di Trenchtown Rock di Bob Marley, oltre a un secondo cd di inediti, versioni strumentali, remix, una photo gallery e i video di What I Got, Wrong Way, Santeria, Doin' Time e What I Got (Reprise).

## Tracce

### Versione originale (1996)
1. Garden Grove - 4:27
2. What I Got - 2:55
3. "Wrong Way – 2:11
4. Same in the End – 2:30
5. April 29, 1992 (Miami) – 3:59
6. Santeria – 3:07
7. Seed – 2:15
8. Jailhouse – 4:58
9. Pawn Shop – 6:02
10. Paddle Out – 1:17
11. The Ballad of Johnny Butt – 2:17
12. Burritos – 3:50
13. Under My Voodoo – 3:22
14. Get Ready – 4:56
15. Caress Me Down – 3:38
16. What I Got (Reprise) – 3:07
17. Doin' Time – 4:15

#### CD bonus dell'edizione limitata (1996)
1. Doin' Time (Eerie Splendor Remix)"
2. Date Rape
3. All You Need
4. Lincoln Highway Dub
5. Rivers of Babylon
6. What I Got (Demo)

### Deluxe edition (2006)
Sublime è stato ripubblicato in versione deluxe in doppio CD per il decennale della sua uscita; la tracklist del CD 1 è quella concepita originariamente più la cover di Trenchtown Rock.

#### CD 1
1. Trenchtown Rock (cover di Bob Marley) - 1:42
2. Doin' Time (Original Mix) - 4:13
3. Wrong Way - 2:16
4. Paddle Out - 1:15
5. What I Got - 2:51
6. Pawn Shop - 6:06
7. April 29, 1992 (Miami) - 3:53
8. Santeria - 3:03
9. Seed - 2:09
10. Jailhouse - 4:53
11. Caress Me Down - 3:31
12. The Ballad of Johnny Butt - 2:11
13. Under My Voodoo - 3:25
14. Burritos - 3:57
15. Same in the End - 2:36
16. Get Ready - 4:50
17. What I Got (Reprise) - 3:01
18. Garden Grove - 4:21

#### CD 2
1. I Love My Dog
2. Superstar Punani
3. April 29, 1992 (Miami) (Versione alternativa)
4. Saw Red (Versione acustica)
5. Little District (Versione acustica)
6. Zimbabwe (Versione acustica, cover di Bob Marley & The Wailers)
7. What I Got (Versione alternativa)
8. Doin' Time (Uptown Dub)
9. Doin' Time (Eerie Splendor Remix featuring Mad Lion)
10. Doin' Time (Remix di Wyclef Jean)
11. Doin' Time (Remix by Marshall Arts featuring The Pharcyde)
12. Doin' Time (Marshall Arts Instrumental Version)
13. April 29, 1992 (Miami) (Versione strumentale)
14. Caress Me Down (Versione strumentale)
15. What I Got (Versione strumentale)

Il settore Enhanced del CD 2 contiene i seguenti videoclip:
1. What I Got
2. Wrong Way
3. Santeria
4. Doin' Time (Original Mix - Alternate Version)
5. What I Got (Reprise)

## Formazione
- Bradley Nowell - voce, chitarra, organo, sintetizzatore
- Eric Wilson - basso, sintetizzatore
- Bud Gaugh - batteria e percussioni
  - DJ Smash - dj, percussioni
  - Marshall Goodman - dj, percussioni, batteria
  - Michael "Miguel" Happoldt - chitarra
  - David Kahne - organo, piano
  - Paul Leary - chitarra
  - Todd Forman - sax
  - Jon Blondell - tromba
  - Lou Dog - Il cane dalmata mascotte dei Sublime